# Kwangmjong
Kwangmjong je město v Jižní Koreji. Nachází se v severozápadní části území v provincii Kjonggi jihozápadně od hlavního města Soulu. Je součástí aglomerace Soulu – tzv. Velký Soul. Nachází se zde největší velodrom v Jižní Koreji.

## Symboly
- Strom: Jinan dvoulaločný
- Květina: Růže
- Pták: Straka obecná korejská (Pica pica sericea)

## Partnerská města
- Austin
- Liao-čcheng
- Osnabrück